# Isabella Fieschi
Isabella Fieschi (fl. XIV secolo) fu signora consorte di Milano, in quanto terza moglie del signore Luchino Visconti, dal 1339 al 1349, anno della morte di quest'ultimo.

## Biografia
Figlia di Carlo Fieschi, conte del feudo di Savignone, e nipote di Papa Adriano V, Isabella sposò nel 1331 il Signore di Milano Luchino Visconti. Le motivazioni politiche del matrimonio erano il bisogno di confermare l'alleanza tra i Visconti e la Repubblica di Genova: Luchino era infatti fresco vedovo di un'altra nobildonna genovese, Caterina Spinola, figlia di Obizzo Spinola.
Nota per la sua straordinaria bellezza, Isabella si guadagnò poi il soprannome di Fosca per la sua torbida condotta. Secondo la leggenda, ebbe numerosi amanti tra cui il nipote di Luchino, Galeazzo II Visconti, l'allora doge della Repubblica di Venezia Andrea Dandolo e Ugolino Gonzaga dei signori di Mantova.
Nel 1347 Isabella guidò la delegazione milanese in visita ufficiale a Venezia. Durante questa permanenza presso la Serenissima sarebbe avvenuto l'incontro tra la Fosca ed il suo futuro amante Andrea Dandolo, doge dal 1343.
Nel 1349 Luchino Visconti morì, secondo alcuni avvelenato proprio da Isabella: la donna, reduce da un'orgia di eccessi, si sarebbe decisa ad agire contro il consorte per evitare di essere a sua volta uccisa.
La scomparsa del vecchio condottiero scatenò la contesa per la successione a Milano: mentre il nuovo signore, l'arcivescovo Giovanni Visconti richiamava dall'esilio il nipote Galeazzo II con i fratelli Matteo e Bernabò, Isabella fu costretta a rinunciare ad ogni diritto su Milano. 

Luchino Novello venne dichiarato figlio di Galeazzo invece che di Luchino ed estromesso dalla successione, poi la Fosca ed il figlio vennero messi sotto sorveglianza dai congiunti (nel 1354 risiedevano in una casa in via Romana).
Nel 1356, aiutata da alcuni conestabili, Isabella Fieschi riuscì a fuggire da Milano insieme al giovane Luchino. La Fosca riparò in Liguria, nei domini di famiglia, pare presso il castello di Savignone.

## Discendenza
Il matrimonio tra Luchino ed Isabella dette i suoi frutti il 4 agosto 1346, quando la Fosca partorì due gemelli: 
- Luca, poi noto come Luchino Novello Visconti (1346-1399)
- Giovanni.

L'evento venne celebrato dal madrigale O in Italia felice Liguria di Jacopo da Bologna, attivo presso la corte di Luchino da 1339.

Ebbero un'altra figlia, Orsina.